# Kisielice
Kisielice (en allemand : Freystadt) est une ville polonaise, le chef-lieu de la gmina de Kisielice du powiat d'Iława, dans la voïvodie de Varmie-Mazurie.

## Géographie
La ville est située dans la région historique de Pomésanie dans l'ouest de la Prusse. Le centre-ville se trouve à 26 kilomètres au sud-est de Kwidzyn, à 36 kilomètres au nord-est de Grudziądz et à  90 kilomètres au sud-est de von Gdańsk (Dantzig).

## Histoire
Il s'établit en 1255 dans l'évêché de Pomésanie, créé par le légat pontifical Guillaume de Modène en 1243, un bourg du nom de Vrienstad. Par décret du 22 janvier 1293, un hobereau thuringien du nom de Dietrich von Stangen obtint de l'évêque et du chapitre à Riesenbourg, en application du droit de Culm, l'autorisation d'établir sur ses terres des colonies de peuplement germanophones. 
La ville actuelle prit sans doute naissance entre 1315 et 1320, avec la construction de l'église paroissiale, car en tous cas elle bénéficia d'une charte urbaine dès 1331 sous le nom de Vrienstad. Une particularité de cette localité était sa place du marché, de forme triangulaire. Dès 1350, elle possédait un hôtel de ville en pierre et une enceinte fortifiée percée de trois grandes portes. Katharina von Stangen vendit la ville à l'évêché de Pomésanie en 1397. Au terme de la guerre de Treize Ans et du traité de Thorn conclu en 1466, ce territoire passa aux mains de l'ordre Teutonique. 
En 1525, la Prusse teutonique est transformée en un duché héréditaire sous le règne de la maison de Hohenzollern. L'église de Freystadt, détruite par une foudre en 1653, fut reconstruite en 1659–1660, avec un clocher en bois. Mais un siècle plus tard, en 1775, un incendie détruisit de nouveau une grande partie de la ville. 
Puis entre 1796 et 1802, cette ville devenue partie du royaume de Prusse en 1701 et incorporée dans la province de Prusse-Occidentale prit le nom de Freystadt in Westpreußen. C'est de là qu'en janvier 1807, lors de la Quatrième Coalition, les généraux prussiens Scharnhorst et von L'Estocq regroupent une petite armée pour appuyer la contre-offensive du général russe Benningsen. De 1818 jusqu'à la fin de la Seconde Guerre mondiale en 1945, Freystadt-en-Prusse-Occidentale fait partie de l'arrondissement de Rosenberg-en-Prusse-Occidentale dans le district de Marienwerder. 
En 1856-1857, l'église paroissiale fut dotée d'un nouveau clocher en pierre. Ce n'est qu'avec l'inauguration de la ligne de chemin de fer de Riesenbourg à Gosslershausen, en 1897-1899, que Freystadt put être intégrée au réseau ferré prussien. Le premier journal local en allemand, le Freystädter Tageblatt, parut entre 1902 et 1934, et l'école publique n’ouvrit qu’en 1912. Au Plébiscite de Warmie-Mazurie en 1920, après la Première Guerre mondiale, une large majorité a voté pour rester au sein de la province de Prusse-Orientale.
Avec la défaite de l'Allemagne nazie, la ville fut investie en mars 1945 par l'Armée rouge. Détruite à 80 %, elle perdit son autonomie l'année suivante. Devenue polonaise sous le nom de Kisielice, la ville fut rattachée en 1975 à l'éphémère voïvodie d'Elbląg, avant de retrouver son statut de ville en 1986. La dissolution de la voïvodie d'Elbląg en 1999 entraîna son rattachement à la voïvodie de Varmie-Masurie.

## Les communes (gmina) dépendant de Kisielice
Les communes suivantes dépendent de l'agglomération de Kisielice :
| Nom polonais | Nom allemand (jusqu'en 1945)    | Nom polonais   | Nom allemand (jusqu'en 1945) |
| ------------ | ------------------------------- | -------------- | ---------------------------- |
| Biskupiczki  | Bischdorf                       | Limża          | Limbsee                      |
| Butowo       | Bauthen                         | Łodygowo       | Klein Ludwigsdorf            |
| Byliny       | Bellingswalde                   | Nowy Folwark   | Neuvorwerk                   |
| Galinowo     | Gallnau                         | Ogrodzieniec   | Neudeck                      |
| Goryń        | Guhringen                       | Pławty Wielkie | Groß Plauth                  |
| Jędrychowo   | Heinrichau                      | Sobiewola      | Sobiewolla 1913-45 Eigenwill |
| Kantowo      |                                 | Stary Folwark  | Altvorwerk                   |
| Kisielice    | Freystadt i.Westpr.             | Trupel         | Traupel                      |
| Klimy        | Harnau                          | Wałdowo        | Waldau B                     |
| Krzywka      | Krzywken 1892-1945 Niedereichen | Wola           | Wolla 193?-45 Willenfeld     |
| Łęgowo       | Langenau                        |                |                              |

## Économie et infrastructures

### Voies de communication
La ville est desservie par la route régionale n°16 reliant Grudziądz à Olsztyn.

## Personnalités originaires de Freystadt
- Hans von Reibnitz (1854-1931), propriétaire du majorat et député du Reichstag, né au village de Heinrichau ;
- Hans Damrau (de) (1902-1952), maire nazi de Görlitz.